# The Kyiv Independent
The Kyiv Independent — украинское англоязычное интернет-СМИ, основанное в 2021 году бывшими сотрудниками издания Kyiv Post, ориентированное на западную аудиторию.

## История
Издание The Kyiv Independent было основано группой журналистов из украинского англоязычного издания Kyiv Post, которое было закрыто владельцем, олигархом Аднаном Киваном, 8 ноября 2021 года. Закрытие произошло из-за конфликта сотрудников издания с Киваном по вопросу редакционной независимости в вопросе освещения государственной коррупции.
Сотрудники редакции основали новое издание, The Kyiv Independent, в которое ушли примерно 30 из 50 сотрудников редакции Kyiv Post. Главным редактором нового издания стала Ольга Руденко, с 2017 года работавшая заместителем главного редактора Kyiv Post, а сам главный редактор ушёл на пенсию после закрытия издания.
12 ноября 2021 года был создан Твиттер-аккаунт издания, 15 ноября был анонсирован запуск издания, а 22 или 30 ноября оно было запущено.
С самого начала издание детально освещало наращивание российских войск у границ Украины и анализировало мотивацию Владимира Путина и ответную реакцию Запада.
Аудитория издания резко выросла после начала вторжения России на Украину: так, перед вторжением Твиттер-аккаунт издания насчитывал 30 тысяч подписчиков, через два дня после начала — 1 миллион, через месяц — 2 миллиона; посещаемость сайта в январе 2022 года составляла 32 тысячи уникальных просмотров, а в марте — 7.5 миллионов.

## Руководство
- Главный редактор: Ольга Руденко[англ.][5]
- Генеральный директор: Дарина Шевченко[англ.][5]
- Финансовый директор: Якуб Парусински

## Финансирование
Перед запуском издание The Kyiv Independent получило помощь от правительства Канады в размере 200 тыс. канадских долларов, которая была предоставлена через «Европейский фонд за демократию», также ему было предоставлено в дар офисное помещение.
В отличие от Kyiv Post и большинства других украинских СМИ, финансируемых олигархами, издание The Kyiv Independent финансируется краудфандингом, в основном на платформе Patreon. К 29 ноября 2021 больше 500 человек подписались на его финансовую поддержку на Patreon. В декабре 2021 года 655 подписчиков на Patreon совместно вносили 10 тысяч долларов в месяц. К февралю 2022 года подписчиков стало более 700. К апрелю издание стало собирать 50 тысяч долларов в месяц от более чем 7000 подписчиков, став одним из самых крупных пользователей платформы Patreon на Украине.
Также издание запустило кампанию по сбору средств на GoFundMe, изначально для запуска издания, а позднее — для покупки оборудования, нужного для работы журналистов во время войны, такого как бронежилеты и спутниковая связь. Кампания принесла изданию 2 миллиона долларов США.
По словам Руденко, заработная плата сотрудников составляет 30—50 % от их заработной платы в Kyiv Post. В начале после запуска сотрудники работали из дома или из кафе, первые шесть недель они не получали заработную плату.

## Оценки деятельности
Библиотеки Стэнфордского университета пишут, что издание «предоставляет честные и достоверные новости на разнообразные темы: от войны России против Украины и кампаний дезинформации до продолжающейся пандемии и закупок медикаментов, от прав человека в оккупированном Донбассе и Крыму до реформ в Киеве» и рекомендуют его как источник новостной информации по вторжению России на Украину.
Брайан Стелтер, главный корреспондент CNN, пишет, что издание «заслужило признание за освещение военных действий» и стало «одним из ведущих источников информации о войне на Украине».
Журнал The Time называет издание The Kyiv Independent «главный мировым источником достоверной англоязычной журналистики об этой войне». Главный редактор издания Ольга Руденко в мае 2020 года появилась на обложке журнала The Time.
Четверо из основателей издания вошли в европейскую версию списка Forbes 30 Under 30 в категории «СМИ и маркетинг».